# Copa Heineken 2010–11
A Copa Heineken 2010-11 foi a XVI edição da Copa Europeia de Rugby. A final foi disputada no dia 21 de maio de 2010, no Millenium Stadium em Cardiff. Os vencedores foram os irlandeses do Leinster, que derrotaram na final os ingleses do Northampton Saints com um placar de 33-22.

## Equipes
| Grupo 1                                                                    | Grupo 2                                                  | Grupo 3                                           | Grupo 4                                                         | Grupo 5                                                               | Grupo 6                                                                   |
| -------------------------------------------------------------------------- | -------------------------------------------------------- | ------------------------------------------------- | --------------------------------------------------------------- | --------------------------------------------------------------------- | ------------------------------------------------------------------------- |
| - Northampton Saints - Castres Olympique - Edinburgh Rugby - Cardiff Blues | - Saracens - Racing Métro 92 - Clermond - Leinster Rugby | - London Irish - Toulon - Munster Rugby - Ospreys | - Bath Rugby - Biarritz Olympique - Ulster Rugby - Aironi Rugby | - Leicester Tigers - Perpignan - Benetton Treviso - Llanelli Scarlets | - London Wasps - Stade Toulousain - Glasgow Rugby - Newport Gwent Dragons |

## Fase de grupos
| Vencedores dos grupos, e os dois melhores segundos colocados, avançam para quartas de final.   |
| A terceira, quarta e quinta das melhores segundas colocadas admitidas na Copa Desafio Europeu. |

### Grupo 1
| 8 de Outubro de 2010 | Northampton Saints | 18 - 14 | Castres Olympique | Franklin's Gardens |  |
|                      |                    |         |                   |                    |  |

| 9 de Outubro de 2010 | Cardiff Blues | 18 - 17 | Edinburgh Rugby | Cardiff City Stadium |  |
|                      |               |         |                 |                      |  |

| 15 de Outubro de 2010 | Castres Olympique | 27 - 20 | Cardiff Blues | Stade Pierre Antoine |  |
|                       |                   |         |               |                      |  |

| 16 de Outubro de 2010 | Edinburgh Rugby | 27 - 31 | Northampton Saints | Murrayfield |  |
|                       |                 |         |                    |             |  |

| 11 de Dezembro de 2010 | Northampton Saints | 23 - 15 | Cardiff Blues | Franklin's Gardens |  |
|                        |                    |         |               |                    |  |

| 11 de Dezembro de 2010 | Castres Olympique | 21 - 16 | Edinburgh Rugby | Stade Pierre Antoine |  |
|                        |                   |         |                 |                      |  |

| 19 de Dezembro de 2010 | Cardiff Blues | 19 - 23 | Northampton Saints | Cardiff City Stadium |  |
|                        |               |         |                    |                      |  |

| 20 de Dezembro de 2010 | Edinburgh Rugby | 24 - 22 | Castres Olympique | Murrayfield |  |
|                        |                 |         |                   |             |  |

| 4 de Janeiro de 2011 | Cardiff Blues | 14 - 9 | Castres Olympique | Cardiff City Stadium |  |
|                      |               |        |                   |                      |  |

| 14 de Janeiro de 2011 | Northampton Saints | 37 - 0 | Edinburgh Rugby | Franklin's Gardens |  |
|                       |                    |        |                 |                    |  |

| 22 de Janeiro de 2011 | Edinburgh Rugby | 14 - 21 | Cardiff Blues | Murrayfield |  |
|                       |                 |         |               |             |  |

| 22 de Janeiro de 2011 | Castres Olympique | 12 - 23 | Northampton Saints | Stade Pierre Antoine |  |
|                       |                   |         |                    |                      |  |

Classificação
| Time               | J | V | E | D | T+ | T- | T+/- | P+  | P-  | P+/- | 4+ | 7- | Pts |
| ------------------ | - | - | - | - | -- | -- | ---- | --- | --- | ---- | -- | -- | --- |
| Northampton Saints | 6 | 6 | 0 | 0 | 16 | 7  | +9   | 155 | 87  | +68  | 1  | 0  | 25  |
| Cardiff Blues      | 6 | 3 | 0 | 3 | 6  | 8  | −2   | 107 | 113 | −6   | 0  | 2  | 14  |
| Castres Olympique  | 6 | 2 | 0 | 4 | 10 | 12 | −2   | 105 | 115 | −10  | 0  | 3  | 11  |
| Edinburgh Rugby    | 6 | 1 | 0 | 5 | 10 | 15 | −5   | 98  | 150 | −52  | 0  | 4  | 8   |

### Grupo 2
| 9 de Outubro de 2010 | Leinster Rugby | 38 - 22 | Racing Métro 92 | RDS Arena |  |
|                      |                |         |                 |           |  |

| 9 de Outubro de 2010 | Clermond | 25 - 10 | Saracens | Stade Marcel Michelin |  |
|                      |          |         |          |                       |  |

| 16 de Outubro de 2010 | Racing Métro 92 | 16 - 9 | Clermond | Estádio Olímpico Yves-du-Manoir |  |
|                       |                 |        |          |                                 |  |

| 16 de Outubro de 2010 | Saracens | 23 - 25 | Leinster Rugby | Estádio de Wembley |  |
|                       |          |         |                |                    |  |

| 11 de Dezembro de 2010 | Saracens | 21 - 24 | Racing Métro 92 | Vicarage Road |  |
|                        |          |         |                 |               |  |

| 12 de Dezembro de 2010 | Clermond | 20 - 13 | Leinster Rugby | Stade Marcel Michelin |  |
|                        |          |         |                |                       |  |

| 17 de Dezembro de 2010 | Racing Métro 92 | 14 - 19 | Saracens | Estádio Olímpico Yves-du-Manoir |  |
|                        |                 |         |          |                                 |  |

| 18 de Dezembro de 2010 | Leinster Rugby | 24 - 8 | Clermond | Aviva Stadium |  |
|                        |                |        |          |               |  |

| 14 de Janeiro de 2011 | Clermond | 28 - 17 | Racing Métro 92 | Stade Marcel Michelin |  |
|                       |          |         |                 |                       |  |

| 15 de Janeiro de 2011 | Leinster Rugby | 43 - 20 | Saracens | RDS Arena |  |
|                       |                |         |          |           |  |

| 21 de Janeiro de 2011 | Saracens | 14 - 24 | Clermond | Vicarage Road |  |
|                       |          |         |          |               |  |

| 21 de Janeiro de 2011 | Racing Métro 92 | 11 - 36 | Leinster Rugby | Estádio Olímpico Yves-du-Manoir |  |
|                       |                 |         |                |                                 |  |

Classificação
| Time            | J | V | E | D | T+ | T- | T+/- | P+  | P-  | P+/- | 4+ | 7- | Pts |
| --------------- | - | - | - | - | -- | -- | ---- | --- | --- | ---- | -- | -- | --- |
| Leinster Rugby  | 6 | 5 | 0 | 1 | 21 | 9  | +12  | 179 | 104 | +75  | 3  | 1  | 24  |
| Clermond        | 6 | 4 | 0 | 2 | 14 | 9  | +5   | 114 | 94  | +20  | 2  | 1  | 19  |
| Racing Métro 92 | 6 | 2 | 0 | 4 | 9  | 17 | −8   | 104 | 151 | −47  | 0  | 1  | 9   |
| Saracens        | 6 | 1 | 0 | 5 | 9  | 18 | −9   | 107 | 155 | −48  | 0  | 2  | 6   |

### Grupo 3
| 9 de Outubro de 2010 | Toulon | 19 - 14 | Ospreys | Stade Félix Mayol |  |
|                      |        |         |         |                   |  |

| 9 de Outubro de 2010 | London Irish | 23 - 17 | Munster Rugby | Madejski Stadium |  |
|                      |              |         |               |                  |  |

| 15 de Outubro de 2010 | Ospreys | 27 - 16 | London Irish | Liberty Stadium |  |
|                       |         |         |              |                 |  |

| 16 de Outubro de 2010 | Munster Rugby | 45 - 18 | Toulon | Thomond Park |  |
|                       |               |         |        |              |  |

| 12 de Dezembro de 2010 | Munster Rugby | 22 - 16 | Ospreys | Thomond Park |  |
|                        |               |         |         |              |  |

| 12 de Dezembro de 2010 | London Irish | 13 - 19 | Toulon | Madejski Stadium |  |
|                        |              |         |        |                  |  |

| 18 de Dezembro de 2010 | Ospreys | 19 - 15 | Munster Rugby | Liberty Stadium |  |
|                        |         |         |               |                 |  |

| 18 de Dezembro de 2010 | Toulon | 38 - 17 | London Irish | Stade Félix Mayol |  |
|                        |        |         |              |                   |  |

| 16 de Janeiro de 2011 | London Irish | 24 - 12 | Ospreys | Madejski Stadium |  |
|                       |              |         |         |                  |  |

| 16 de Janeiro de 2011 | Toulon | 32 - 16 | Munster Rugby | Stade Félix Mayol |  |
|                       |        |         |               |                   |  |

| 22 de Janeiro de 2011 | Munster Rugby | 28 - 14 | London Irish | Thomond Park |  |
|                       |               |         |              |              |  |

| 22 de Janeiro de 2011 | Ospreys | 29 - 17 | Toulon | Liberty Stadium |  |
|                       |         |         |        |                 |  |

Classificação
| Time          | J | V | E | D | T+ | T- | T+/- | P+  | P-  | P+/- | 4+ | 7- | Pts |
| ------------- | - | - | - | - | -- | -- | ---- | --- | --- | ---- | -- | -- | --- |
| Toulon        | 6 | 4 | 0 | 2 | 13 | 13 | 0    | 143 | 134 | +9   | 1  | 0  | 17  |
| Munster Rugby | 6 | 3 | 0 | 3 | 17 | 9  | +8   | 143 | 122 | +21  | 2  | 2  | 16  |
| Ospreys       | 6 | 3 | 0 | 3 | 7  | 11 | −4   | 117 | 113 | +4   | 0  | 2  | 14  |
| London Irish  | 6 | 2 | 0 | 4 | 9  | 13 | −4   | 107 | 141 | −34  | 0  | 1  | 9   |

### Grupo 4
| 8 de Outubro de 2010 | Ulster Rugby | 30 - 6 | Aironi Rugby | Ravenhill |  |
|                      |              |        |              |           |  |

| 10 de Outubro de 2010 | Bath Rugby | 11 - 12 | Biarritz Olympique | The Recreation Ground |  |
|                       |            |         |                    |                       |  |

| 16 de Outubro de 2010 | Aironi Rugby | 11 - 12 | Bath Rugby | Stadio Luigi Zaffanella |  |
|                       |              |         |            |                         |  |

| 17 de Outubro de 2010 | Biarritz Olympique | 35 - 15 | Ulster Rugby | Parc des Sports Aguilera |  |
|                       |                    |         |              |                          |  |

| 11 de Dezembro de 2010 | Ulster Rugby | 22 - 18 | Bath Rugby | Ravenhill |  |
|                        |              |         |            |           |  |

| 11 de Dezembro de 2010 | Aironi Rugby | 28 - 27 | Biarritz Olympique | Stadio Luigi Zaffanella |  |
|                        |              |         |                    |                         |  |

| 17 de Dezembro de 2010 | Biarritz Olympique | 34 - 3 | Aironi Rugby | Parc des Sports Aguilera |  |
|                        |                    |        |              |                          |  |

| 18 de Dezembro de 2010 | Bath Rugby | 22 - 26 | Ulster Rugby | The Recreation Ground |  |
|                        |            |         |              |                       |  |

| 15 de Janeiro de 2011 | Bath Rugby | 55 - 16 | Aironi Rugby | The Recreation Ground |  |
|                       |            |         |              |                       |  |

| 15 de Janeiro de 2011 | Ulster Rugby | 9 - 6 | Biarritz Olympique | Ravenhill |  |
|                       |              |       |                    |           |  |

| 22 de Janeiro de 2011 | Aironi Rugby | 6 - 43 | Ulster Rugby | Stadio Luigi Zaffanella |  |
|                       |              |        |              |                         |  |

| 22 de Janeiro de 2011 | Biarritz Olympique | 26 - 19 | Bath Rugby | Parc des Sports Aguilera |  |
|                       |                    |         |            |                          |  |

Classificação
| Time               | J | V | E | D | T+ | T- | T+/- | P+  | P-  | P+/- | 4+ | 7- | Pts |
| ------------------ | - | - | - | - | -- | -- | ---- | --- | --- | ---- | -- | -- | --- |
| Biarritz Olympique | 6 | 4 | 0 | 2 | 16 | 9  | +7   | 140 | 85  | +55  | 4  | 2  | 22  |
| Ulster Rugby       | 6 | 5 | 0 | 1 | 15 | 8  | +7   | 145 | 93  | +52  | 2  | 0  | 22  |
| Bath Rugby         | 6 | 2 | 0 | 4 | 20 | 8  | +12  | 147 | 113 | +46  | 2  | 4  | 14  |
| Aironi Rugby       | 6 | 1 | 0 | 5 | 4  | 30 | −26  | 65  | 211 | −146 | 0  | 0  | 4   |

### Grupo 5
| 9 de Outubro de 2010 | Benetton Treviso | 29 - 34 | Leicester Tigers | Stadio Comunale di Monigo |  |
|                      |                  |         |                  |                           |  |

| 9 de Outubro de 2010 | Llanelli Scarlets | 43 - 34 | Perpignan | Parc y Scarlets |  |
|                      |                   |         |           |                 |  |

| 17 de Outubro de 2010 | Perpignan | 35 - 14 | Benetton Treviso | Stade Aimé Giral |  |
|                       |           |         |                  |                  |  |

| 17 de Outubro de 2010 | Leicester Tigers | 46 - 10 | Llanelli Scarlets | Welford Road |  |
|                       |                  |         |                   |              |  |

| 11 de Dezembro de 2010 | Perpignan | 24 - 19 | Leicester Tigers | Stade Aimé Giral |  |
|                        |           |         |                  |                  |  |

| 11 de Dezembro de 2010 | Llanelli Scarlets | 35 - 27 | Benetton Treviso | Parc y Scarlets |  |
|                        |                   |         |                  |                 |  |

| 18 de Dezembro de 2010 | Benetton Treviso | 15 - 38 | Llanelli Scarlets | Stadio Comunale di Monigo |  |
|                        |                  |         |                   |                           |  |

| 19 de Dezembro de 2010 | Leicester Tigers | 22 - 22 | Perpignan | Welford Road |  |
|                        |                  |         |           |              |  |

| 15 de Janeiro de 2011 | Benetton Treviso | 9 - 44 | Perpignan | Stadio Comunale di Monigo |  |
|                       |                  |        |           |                           |  |

| 15 de Janeiro de 2011 | Llanelli Scarlets | 18 - 32 | Leicester Tigers | Parc y Scarlets |  |
|                       |                   |         |                  |                 |  |

| 23 de Janeiro de 2011 | Leicester Tigers | 62 - 15 | Benetton Treviso | Welford Road |  |
|                       |                  |         |                  |              |  |

| 23 de Janeiro de 2011 | Perpignan | 37 - 5 | Llanelli Scarlets | Stade Aimé Giral |  |
|                       |           |        |                   |                  |  |

Classificação
| Time              | J | V | E | D | T+ | T- | T+/- | P+  | P-  | P+/- | 4+ | 7- | Pts |
| ----------------- | - | - | - | - | -- | -- | ---- | --- | --- | ---- | -- | -- | --- |
| Perpignan         | 6 | 4 | 1 | 1 | 23 | 9  | +14  | 196 | 112 | +84  | 4  | 0  | 22  |
| Leicester Tigers  | 6 | 4 | 1 | 1 | 25 | 10 | +15  | 215 | 118 | +97  | 3  | 1  | 22  |
| Llanelli Scarlets | 6 | 3 | 0 | 3 | 16 | 24 | −8   | 149 | 191 | −42  | 3  | 0  | 15  |
| Benetton Treviso  | 6 | 0 | 0 | 6 | 11 | 32 | −21  | 109 | 248 | −139 | 0  | 1  | 1   |

### Grupo 6
| 8 de Outubro de 2010 | Glasgow Rugby | 21 - 13 | Newport Gwent Dragons | Firhill Arena |  |
|                      |               |         |                       |               |  |

| 10 de Outubro de 2010 | Stade Toulousain | 18 - 16 | London Wasps | Stade Municipal, Toulouse |  |
|                       |                  |         |              |                           |  |

| 16 de Outubro de 2010 | Newport Gwent Dragons | 19 - 40 | Stade Toulousain | Rodney Parade |  |
|                       |                       |         |                  |               |  |

| 17 de Outubro de 2010 | London Wasps | 38 - 26 | Glasgow Rugby | Adams Park |  |
|                       |              |         |               |            |  |

| 10 de Dezembro de 2010 | Glasgow Rugby | 16 - 28 | Stade Toulousain | Firhill Arena |  |
|                        |               |         |                  |               |  |

| 12 de Dezembro de 2010 | Newport Gwent Dragons | 16 - 23 | London Wasps | Cardiff City Stadium |  |
|                        |                       |         |              |                      |  |

| 19 de Dezembro de 2010 | London Wasps | 37 - 10 | Newport Gwent Dragons | Adams Park |  |
|                        |              |         |                       |            |  |

| 21 de Dezembro de 2010 | Stade Toulousain | 36 - 10 | Glasgow Rugby | Stade Ernest Wallon |  |
|                        |                  |         |               |                     |  |

| 15 de Janeiro de 2011 | Stade Toulousain | 17 - 3 | Newport Gwent Dragons | Stade Ernest Wallon |  |
|                       |                  |        |                       |                     |  |

| 16 de Janeiro de 2011 | Glasgow Rugby | 20 - 10 | London Wasps | Firhill Arena |  |
|                       |               |         |              |               |  |

| 23 de Janeiro de 2011 | London Wasps | 21 - 16 | Stade Toulousain | Adams Park |  |
|                       |              |         |                  |            |  |

| 23 de Janeiro de 2011 | Newport Gwent Dragons | 16 - 23 | Glasgow Rugby | Rodney Parade |  |
|                       |                       |         |               |               |  |

Classificação
| Time                  | J | V | E | D | T+ | T- | T+/- | P+  | P-  | P+/- | 4+ | 7- | Pts |
| --------------------- | - | - | - | - | -- | -- | ---- | --- | --- | ---- | -- | -- | --- |
| Stade Toulousain      | 6 | 5 | 0 | 1 | 15 | 6  | +10  | 155 | 85  | +70  | 1  | 1  | 22  |
| London Wasps          | 6 | 4 | 0 | 2 | 15 | 6  | +8   | 145 | 106 | +59  | 2  | 1  | 19  |
| Glasgow Rugby         | 6 | 3 | 0 | 3 | 10 | 15 | −5   | 116 | 141 | −25  | 0  | 0  | 12  |
| Newport Gwent Dragons | 6 | 0 | 0 | 6 | 5  | 18 | −13  | 77  | 161 | −84  | 0  | 2  | 2   |

### Atribuição de lugares
| Vaga | Vencedores         | Pts | TF | +/− |
| ---- | ------------------ | --- | -- | --- |
| 1    | Northampton Saints | 25  | 16 | +68 |
| 2    | Leinster Rugby     | 24  | 21 | +75 |
| 3    | Perpignan          | 22  | 23 | +84 |
| 4    | Biarritz Olympique | 22  | 16 | +55 |
| 5    | Stade Toulousain   | 22  | 15 | +70 |
| 6    | Toulon             | 17  | 11 | +21 |
| Vaga | Segundos           | Pts | TF | +/− |
| 7    | Leicester Tigers   | 22  | 25 | +97 |
| 8    | Ulster Rugby       | 22  | 15 | +52 |
| 5C   | London Wasps       | 19  | 15 | +39 |
| 6C   | Clermond           | 19  | 14 | +20 |
| 7C   | Munster Rugby      | 16  | 17 | +21 |
| –    | Cardiff Blues      | 14  | 6  | −6  |

## Fase Final
|  | Quartas de final                     | Quartas de final                    |                                         |    | Semifinais | Semifinais |  |  | Final | Final |
|  |                                      |                                     |                                         |    |            |            |  |  |       |       |
|  | 10 de Abril de 2011 - Stadium:mk     |                                     |                                         |    |            |            |  |  |       |       |
|  |                                      |                                     |                                         |    |            |            |  |  |       |       |
|  | Northampton Saints                   | 23                                  |                                         |    |            |            |  |  |       |       |
|  | Northampton Saints                   | 23                                  | 1 de Maio de 2011 - Stadium:mk          |    |            |            |  |  |       |       |
|  | Ulster Rugby                         | 13                                  |                                         |    |            |            |  |  |       |       |
|  | Ulster Rugby                         | 13                                  | Northampton Saints                      | 23 |            |            |  |  |       |       |
|  | 9 de Abril de 2011 - Barcelona       |                                     | Northampton Saints                      | 23 |            |            |  |  |       |       |
|  |                                      | Perpignan                           | 7                                       |    |            |            |  |  |       |       |
|  | Perpignan                            | Perpignan                           | 7                                       | 29 |            |            |  |  |       |       |
|  | Perpignan                            |                                     | 21 de Maio de 2011 - Millennium Stadium | 29 |            |            |  |  |       |       |
|  | Toulon                               | 25                                  |                                         |    |            |            |  |  |       |       |
|  | Toulon                               | 25                                  | Northampton Saints                      | 22 |            |            |  |  |       |       |
|  | 9 de Abril de 2011 - Aviva Stadium   |                                     | Northampton Saints                      | 22 |            |            |  |  |       |       |
|  |                                      | Leinster Rugby                      | 33                                      |    |            |            |  |  |       |       |
|  | Leinster Rugby                       | Leinster Rugby                      | 33                                      | 17 |            |            |  |  |       |       |
|  | Leinster Rugby                       | 30 de Abril de 2011 - Aviva Stadium |                                         | 17 |            |            |  |  |       |       |
|  | Leicester Tigers                     | 10                                  |                                         |    |            |            |  |  |       |       |
|  | Leicester Tigers                     | 10                                  | Leinster Rugby                          | 32 |            |            |  |  |       |       |
|  | 10 de Abril de 2011 - Estadio Anoeta |                                     | Leinster Rugby                          | 32 |            |            |  |  |       |       |
|  |                                      | Stade Toulousain                    | 23                                      |    |            |            |  |  |       |       |
|  | Biarritz Olympique                   | Stade Toulousain                    | 23                                      | 20 |            |            |  |  |       |       |
|  | Biarritz Olympique                   |                                     |                                         | 20 |            |            |  |  |       |       |
|  | Stade Toulousain                     | 27                                  |                                         |    |            |            |  |  |       |       |
|  | Stade Toulousain                     | 27                                  |                                         |    |            |            |  |  |       |       |

### Quartas-de-final
| 9 de Abril de 2011 | Perpignan | 29 - 25 | Toulon | Estadi Olímpic Lluís Companys, Barcelona |  |
|                    |           |         |        |                                          |  |

| 9 de Abril de 2011 | Leinster Rugby | 17 - 10 | Leicester Tigers | Aviva Stadium |  |
|                    |                |         |                  |               |  |

| 10 de Abril de 2011 | Northampton Saints | 23 - 13 | Ulster Rugby | Stadium:mk |  |
|                     |                    |         |              |            |  |

| 10 de Abril de 2011 | Biarritz Olympique | 20 - 27 | Stade Toulousain | Estadio Anoeta |  |
|                     |                    |         |                  |                |  |

### Semi-finais
| 30 de Abril de 2011 | Leinster Rugby | 32 - 23 | Stade Toulousain | Aviva Stadium |  |
|                     |                |         |                  |               |  |

| 1 de Maio de 2011 | Northampton Saints | 23 - 7 | Perpignan | Stadium:mk |  |
|                   |                    |        |           |            |  |

## Final
| 21 de Maio de 2011                                                                                             |         | |                                                          |
| Leinster Rugby                                                                                                 | 33 - 22 | Northampton Saints                                                                                   | Millennium Stadium Público: 72,456 Árbitro: Romain Poite |
| Tries: Jonathan Sexton 43' 52' Nathan Hines 64' Conv.: Jonathan Sexton Penais: Jonathan Sexton 13' 35' 56' 60' | Report  | Tries: Phil Dowson 7' Ben Foden 30' Dylan Hartley 39' Conv.: Stephen Myler Penais: Stephen Myler 20' | Millennium Stadium Público: 72,456 Árbitro: Romain Poite |

## Campeão
| Copa Heineken 2010-11                            |
| ------------------------------------------------ |
| Leinster Rugby Província de Leinster (2º título) |